# Segunda División de Venezuela 2014-15
La Temporada 2014-15 del Fútbol profesional Venezolano de la Segunda División de Venezuela, conocida por motivos de patrocinio como Liga Movistar, comenzó el 9 de agosto, con la participación de 19 equipos, uno menos debido a que el 4 de agosto se dio a conocer la absorción del club profesional Lotería del Táchira FC, por parte del Deportivo Táchira; la FVF decidió no incluir a otro equipo en su lugar, quedando el grupo Centro-Occidental con 9 participantes.
El Atlético El Vigía FC regresa a la categoría tras 7 temporadas, mientras que Yaracuyanos FC retorna a la categoría tras 5 temporadas. Por otro lado, el Unión Lara SC y el Atlético Socopó FC regresaron a la categoría tras haber permanecido respectivamente, dos y tres temporadas en la Tercera División. Los equipos Margarita FC y Diamantes de Guayana FC hicieron su debut en la categoría de plata.
Guatire FC desaparece tras fusionarse con Estudiantes de Caracas SC y el Sport Club Guaraní cambia de nombre y directiva, y pasa a llamarse Gran Valencia FC,. El CD San Antonio pierde la categoría por decisión del Consejo de Honor de la FVF, debido a las múltiples incomparecencias de su equipo Sub-20 en la Serie Interregional. Su lugar lo tomará el equipo filial del Carabobo FC.
Tras una temporada en la ciudad de Maturín, Angostura Fútbol Club regresa a Ciudad Bolívar. El Unión Atlético Falcón jugará el Torneo Apertura en el Jesús Uribe, ubicado en la ciudad de Morón, debido al veto de su sede habitual, hecho por la FVF.

## Sistema de competencia
El formato será el mismo usado en la temporada anterior; dividido en dos torneos. la Primera Fase 2014, un torneo clasificatorio, y la Segunda Fase 2015, se dividirá en dos: torneo de ascenso y torneo de promoción y permanencia.
La Primera Fase 2014, se disputó en un sistema de grupos (centro oriental, y centro occidental), con 10 y 9 integrantes, respectivamente, siguiendo un sistema de liga, para sumar un total de 18 jornadas. El orden de los encuentros se decidió por sorteo antes de empezar la competición. Al final del torneo, clasificaron los 5 primeros de cada grupo al segundo torneo de la temporada (Torneo de Ascenso).
La Segunda Fase 2015, se disputará en el primer semestre de 2015, será un torneo de ámbito nacional, y los diez participantes disputarán el Torneo de Ascenso en 18 jornadas para definir los dos clasificados a la máxima categoría, bajo el mismo sistema de liga. Paralelamente, se jugará la Torneo de Promoción y Permanencia, con 24 equipos divididos en 3 grupos de 8 equipos, integrado por los restantes 9 equipos de la división, y 15 equipos provenientes del Torneo Clasificatorio de la Tercera División. Dicho torneo dará derecho a 10 equipos (los tres primeros de cada grupo más el mejor cuarto) a ascender/permanecer en la Segunda División para la temporada siguiente (2015-16). Los catorce equipos no clasificados se integrarán a la Tercera División 2015-16.

## Ascensos y descensos
Intercambios entre la Primera División y la Segunda División
| Pos | a la Primera División 2014-15 |
| --- | ----------------------------- |
| 1   | Portuguesa FC                 |
| 2   | Metropolitanos FC             |

| Pos | de la Primera División 2013-14 |
| --- | ------------------------------ |
| 17  | Atlético El Vigía FC           |
| 18  | Yaracuyanos FC                 |

Intercambios entre la Segunda División y la Tercera División
| Pos | de la Tercera División 2013-14 |
| --- | ------------------------------ |
| -   | Unión Lara SC                  |
| -   | Atlético Socopó FC             |
| -   | Diamantes de Guayana FC        |
| -   | Margarita FC                   |
| -   | Carabobo FC B                  |

| Pos | a la Tercera División 2014-15 |
| --- | ----------------------------- |
| -   | Estudiantes de Caroní FC      |
| -   | SC Real Anzoátegui            |
| -   | Caracas FC B                  |
| -   | ULA FC                        |
| -   | CD San Antonio                |

## Equipos participantes

### Grupo Occidental
| Club                  | Ciudad       | Entrenador        | Estadio            | Aforo  |
| --------------------- | ------------ | ----------------- | ------------------ | ------ |
| Atlético El Vigía     | El Vigía     | Rodín Duque       | Ramón Hernández    | 10.000 |
| Atlético Socopó       | Socopó       | Luis A. Pacheco   | Rogelio Matos      | 7.500  |
| Carabobo FC B         | Valencia     | Vicente Rosales   | Misael Delgado     | 10.400 |
| Policía de Lara       | Barquisimeto | Geovanny Ramos    | Farid Richa        | 12.480 |
| Unión Atlético Falcón | Morón        | Alex García       | Jesús Uribe        | 5.000  |
| Unión Lara            | Barquisimeto | Higinio Fuentes   | Farid Richa        | 12.480 |
| Ureña SC              | Ureña        | Ronaldi Contreras | Alfonso Rojas      | 4.500  |
| Yaracuyanos FC        | San Felipe   | Carlos Hernández  | Florentino Oropeza | 11.000 |
| Zamora FC B           | Barinas      | Julio Quintero    | Reinaldo Melo      | 5.000  |

### Grupo Oriental
| Club                   | Ciudad         | Entrenador       | Estadio                | Aforo  |
| ---------------------- | -------------- | ---------------- | ---------------------- | ------ |
| Arroceros de Calabozo  | Calabozo       | Rafael Castrillo | Alfredo Simonpietri    | 2.500  |
| Angostura FC           | Ciudad Bolívar | José Ciccarelli  | Ricardo Tulio Maya     | 2.500  |
| Deportivo Anzoátegui B | Puerto La Cruz | Virgilio Gómez   | José A. Anzoátegui     | 40.000 |
| Diamantes de Guayana   | San Félix      | Miguel Aguilera  | Polideportivo El Gallo | 3.000  |
| Estudiantes de Caracas | Caracas        | Giovanny Pérez   | Brígido Iriarte        | 15.000 |
| Gran Valencia FC       | Valencia       | Carlos Hernández | Misael Delgado         | 10.400 |
| Margarita FC           | Pampatar       | Eder Mancilla    | Ciudad Deportiva       | 5.000  |
| Mineros de Guayana B   | Puerto Ordaz   | Rubén Yori       | CTE Cachamay           | 41.600 |
| Monagas SC             | Maturín        | Jesús Iglesias   | Monumental de Maturín  | 51.796 |
| UCV FC                 | Caracas        | Darío Martínez   | Olímpico de la UCV     | 23.000 |

### Equipos por estado
| Estado            | N.º | Equipos                                                      |
| ----------------- | --- | ------------------------------------------------------------ |
| Bolívar           | 3   | Angostura FC, Mineros de Guayana B y Diamantes de Guayana FC |
| Barinas           | 2   | Zamora FC B y Atlético Socopó                                |
| Carabobo          | 2   | Gran Valencia y Carabobo B                                   |
| Distrito Capital  | 2   | Estudiantes de Caracas y UCV FC                              |
| Lara              | 2   | Policía de Lara FC y Unión Lara SC                           |
| Estado Anzoátegui | 1   | Deportivo Anzoátegui B                                       |
| Falcón            | 1   | Unión Atlético Falcón                                        |
| Guárico           | 1   | Arroceros de Calabozo                                        |
| Mérida            | 1   | Atlético El Vigía                                            |
| Monagas           | 1   | Monagas SC                                                   |
| Nueva Esparta     | 1   | Margarita FC                                                 |
| Táchira           | 1   | Ureña SC                                                     |
| Yaracuy           | 1   | Yaracuyanos FC                                               |

### Cambio de entrenadores
| Club                 | Entrenador saliente | Fecha de salida     | Reemplazado por | Fecha de llegada    |
| -------------------- | ------------------- | ------------------- | --------------- | ------------------- |
| Diamantes de Guayana | Javier Rojas        | 4 de marzo de 2015  | Miguel Aguilera | 11 de marzo de 2015 |
| Margarita FC         | Eder Mancilla       | 17 de marzo de 2015 | Edwin Arraiz    | 18 de marzo de 2015 |

## Primera Fase 2014

### Grupo Centro-Occidental
|   | Equipo                | JJ | JG | JE | JP | GF | GC | PTS | DG  |
| - | --------------------- | -- | -- | -- | -- | -- | -- | --- | --- |
| 1 | Yaracuyanos FC        | 16 | 10 | 5  | 1  | 37 | 15 | 35  | +22 |
| 2 | Atlético Socopó FC    | 16 | 10 | 3  | 3  | 23 | 10 | 33  | +13 |
| 3 | Ureña SC              | 16 | 8  | 2  | 6  | 19 | 19 | 26  | 0   |
| 4 | Unión Atlético Falcón | 16 | 6  | 4  | 6  | 25 | 26 | 22  | -1  |
| 5 | Policía de Lara FC    | 16 | 5  | 7  | 4  | 22 | 17 | 22  | +4  |
| 6 | Atlético El Vigía     | 16 | 7  | 1  | 6  | 25 | 31 | 22  | -6  |
| 7 | Zamora FC B           | 16 | 4  | 4  | 8  | 26 | 31 | 16  | -5  |
| 8 | Unión Lara SC         | 16 | 2  | 7  | 7  | 14 | 29 | 13  | -15 |
| 9 | Carabobo FC B         | 16 | 1  | 5  | 10 | 13 | 22 | 6   | -9  |

|                       | AEV | SOC | CRB | POL | UAF | UNL | URE | YAR | ZAM |
| Atlético El Vigía FC  | X   | 2-1 | 3-2 | 3-2 | 1-3 | 5-1 | 2-3 | 0-2 | 3-2 |
| Atlético Socopó FC    | 3-0 | X   | 1-0 | 1.0 | 5-1 | 2-0 | 1-0 | 0-0 | 3-0 |
| Carabobo FC B         | 0-1 | 1-1 | X   | 1-2 | 0-0 | 2-0 | 1-1 | 3-4 | 0-1 |
| Policía de Lara FC    | 4-0 | 0-0 | 0-0 | X   | 2-1 | 1-1 | 1-0 | 3-3 | 1-0 |
| Unión Atlético Falcón | 2-1 | 0-1 | 1-0 | 2-2 | X   | 1-2 | 2-1 | 3-0 | 4-3 |
| Unión Lara SC         | 1-2 | 0-2 | 1-1 | 0-0 | 1-1 | X   | 1-2 | 1-1 | 1-1 |
| Ureña SC              | 3-0 | 2-1 | 1-0 | 2-1 | 2-1 | 0-2 | X   | 0-0 | 2-0 |
| Yaracuyanos FC        | 4-0 | 4-0 | 2-1 | 0-0 | 2-0 | 6-0 | 3-1 | X   | 3-1 |
| Zamora FC B           | 2-2 | 0-1 | 3-1 | 3-2 | 3-3 | 2-2 | 3-0 | 2-3 | X   |
|                       | AEV | SOC | CRB | POL | UAF | UNL | URE | YAR | ZAM |

### Grupo Centro-Oriental
|    | Equipo                 | JJ | JG | JE | JP | GF | GC | PTS | DG |
| -- | ---------------------- | -- | -- | -- | -- | -- | -- | --- | -- |
| 01 | Estudiantes de Caracas | 18 | 10 | 3  | 5  | 27 | 21 | 33  | +6 |
| 02 | Monagas SC             | 18 | 9  | 4  | 5  | 23 | 17 | 31  | +6 |
| 03 | Margarita FC           | 18 | 9  | 2  | 7  | 34 | 32 | 29  | +2 |
| 04 | Diamantes de Guayana   | 18 | 7  | 6  | 5  | 31 | 24 | 27  | +7 |
| 05 | Mineros de Guayana B   | 18 | 8  | 3  | 7  | 28 | 30 | 27  | -2 |
| 06 | Angostura FC           | 18 | 7  | 4  | 7  | 20 | 21 | 25  | -1 |
| 07 | UCV FC                 | 18 | 6  | 4  | 8  | 25 | 27 | 22  | -2 |
| 08 | Deportivo Anzoátegui B | 18 | 6  | 4  | 8  | 22 | 29 | 22  | -7 |
| 09 | Arroceros de Calabozo  | 18 | 6  | 3  | 9  | 27 | 27 | 21  | 0  |
| 10 | Gran Valencia FC       | 18 | 3  | 5  | 10 | 21 | 30 | 14  | -9 |

|                        | ANG | ARR | ANZ | DIA | ECA | GVL | MRG | MIN | MON | UCV |
| Angostura FC           | X   | 0-1 | 1-2 | 2-2 | 1-0 | 1-1 | 0-1 | 3-1 | 0-2 | 0-2 |
| Arroceros de Calabozo  | 3-0 | X   | 4-0 | 3-1 | 1-1 | 1-1 | 6-3 | 2-3 | 0-1 | 0-3 |
| Deportivo Anzoátegui B | 0-1 | 0-0 | X   | 1-3 | 1-2 | 0-0 | 3-1 | 2-1 | 2-2 | 3-1 |
| Diamantes de Guayana   | 0-0 | 2-1 | 1-1 | X   | 0-0 | 0-2 | 5-1 | 3-0 | 2-3 | 3-0 |
| Estudiantes de Caracas | 0-1 | 4-1 | 3-2 | 2-0 | X   | 2-1 | 3-1 | 1-3 | 2-1 | 1-1 |
| Gran Valencia FC       | 2-4 | 1-0 | 2-0 | 2-3 | 2-3 | X   | 0-1 | 3-4 | 0-1 | 0-0 |
| Margarita FC           | 3-1 | 3-0 | 3-0 | 3-3 | 3-0 | 3-0 | X   | 1-0 | 2-1 | 1-1 |
| Mineros de Guayana B   | 1-4 | 2-4 | 1-2 | 1-1 | 2-1 | 0-0 | 2-1 | X   | 0-0 | 4-1 |
| Monagas SC             | 1-1 | 1-0 | 3-1 | 1-0 | 0-1 | 3-1 | 2-1 | 0-1 | X   | 1-1 |
| UCV FC                 | 0-1 | 1-0 | 0-2 | 1-2 | 0-1 | 4-3 | 5-2 | 1-2 | 3-1 | X   |
|                        | ANG | ARR | ANZ | DIA | ECA | GVL | MRG | MIN | MON | UCV |

### Estadísticas

#### Goleadores
| Pos. | Jugador            | Equipo               | Goles |
| ---- | ------------------ | -------------------- | ----- |
| 1.   | Jose Adolfo Guerra | Yaracuyanos FC       | 12    |
| 1.   | Joel Infante       | UA Falcón            | 12    |
| 2.   | Romel Chacon       | Margarita FC         | 11    |
| 2.   | Anderson Arias     | Monagas SC           | 11    |
| 3.   | Edgar Rito         | Gran Valencia FC     | 10    |
| 4.   | Julián Pino        | Atlético El Vigía    | 9     |
| 5.   | Yuxer Requena      | Diamantes de Guayana | 8     |
| 5.   | Julio Barboza      | Margarita FC         | 8     |
| 5.   | Enrique Oberto     | Yaracuyanos FC       | 8     |

Actualizado hasta la jornada 18.

#### Hattricks
- Stifen López, del Policía de Lara FC ante el Atlético El Vigía, en la jornada 1
- Joel Infante, del Unión Atlético Falcón ante el Zamora FC B en la jornada 3
- Enrique Oberto, del Yaracuyanos FC ante el Atlético El Vigía, en la jornada 6
- Yuxer Requena, de Diamantes de Guayana ante el Margarita FC, en la jornada 8
- Julián Pino, del Atlético El Vigía ante el Policía de Lara FC, en la jornada 10

#### Mayores asistencias
Estos son las diez mejores asistencias del torneo:
| Pos. | Asist. | Local            | Resul. | Visitante              | Estadio                   | Fecha            | Jr |
| ---- | ------ | ---------------- | ------ | ---------------------- | ------------------------- | ---------------- | -- |
| 01   | 3928   | Monagas SC       | 1-0    | Arroceros de Calabozo  | Monumental de Maturín     | 4 de octubre     | 8  |
| 02   | 3455   | Monagas SC       | 1-0    | Diamantes de Guayana   | Monumental de Maturín     | 28 de septiembre | 7  |
| 03   | 2582   | Monagas SC       | 3-1    | Deportivo Anzoátegui B | Monumental de Maturín     | 14 de septiembre | 5  |
| 04   | 2381   | Margarita FC     | 3-0    | Gran Valencia FC       | Ciudad Deportiva Pampatar | 14 de septiembre | 5  |
| 05   | 1950   | Gran Valencia FC | 0-0    | Universidad Central    | Misael Delgado            | 16 de agosto     | 2  |
| 06   | 1880   | Gran Valencia FC | 2-4    | Angostura FC           | Misael Delgado            | 3 de octubre     | 8  |
| 07   | 1850   | Gran Valencia FC | 2-3    | Estudiantes de Caracas | Misael Delgado            | 20 de septiembre | 6  |
| 08   | 1660   | Ureña SC         | 2-1    | Atlético Socopó        | Alfonso Rojas             | 4 de octubre     | 8  |
| 09   | 1482   | Margarita FC     | 1-1    | Universidad Central    | Ciudad Deportiva Pampatar | 28 de septiembre | 7  |
| 10   | 1020   | Ureña SC         | 0-2    | Carabobo FC B          | Alfonso Rojas             | 20 de septiembre | 6  |

## Torneo de Promoción y Permanencia 2015

### Grupo Occidental
|   | Equipo                  | JJ | JG | JE | JP | GF | GC | PTS | DG  |
| - | ----------------------- | -- | -- | -- | -- | -- | -- | --- | --- |
| 1 | Deportivo JBL del Zulia | 14 | 8  | 2  | 4  | 25 | 16 | 26  | +7  |
| 2 | Potros de Barinas       | 14 | 7  | 4  | 3  | 21 | 15 | 25  | +6  |
| 3 | Atlético El Vigía       | 14 | 6  | 4  | 4  | 27 | 15 | 24  | +12 |
| 4 | REDI Colón              | 14 | 7  | 3  | 4  | 17 | 16 | 24  | +1  |
| 5 | Zamora FC B             | 14 | 5  | 3  | 6  | 17 | 16 | 21  | +1  |
| 6 | Fundación San Antonio   | 14 | 4  | 3  | 7  | 12 | 13 | 15  | -1  |
| 7 | CF Gilberto Amaya       | 14 | 4  | 2  | 8  | 14 | 27 | 14  | -13 |
| 8 | Unión Lara SC           | 14 | 3  | 3  | 8  | 08 | 20 | 12  | -12 |

|                         | AEV | JBL | FSA | GAM | POT | RED | ULR | ZAM |
| Atlético El Vigía       | X   | 2-1 | 2-3 | 3-0 | 1-1 | 3-0 | 2-0 | 3-1 |
| Deportivo JBL del Zulia | 1-0 | X   | 1-0 | 2-2 | 4-2 | 3-1 | 4-1 | 1-4 |
| Fundación San Antonio   | 1-1 | 0-1 | X   | 1-0 | 0-1 | 3-0 | 0-1 | 1-0 |
| CF Gilberto Amaya       | 2-1 | 1-1 | 1-0 | X   | 3-4 | 0-3 | 1-3 | 0-3 |
| Potros de Barinas       | 0-0 | 2-0 | 2-1 | 2-0 | X   | 2-2 | 3-1 | 0-2 |
| REDI Colón              | 2-2 | 1-0 | 1-1 | 3-0 | 1-0 | X   | 1-0 | 1-0 |
| Unión Lara              | 0-3 | 0-3 | 1-0 | 0-2 | 0-0 | 0-1 | X   | 0-0 |
| Zamora FC B             | 4-2 | 0-3 | 1-1 | 0-2 | 0-2 | 2-0 | 0-0 | X   |

- Nota: Fundación San Antonio fue sancionado con la pérdida del encuentro 0-3 frente a Atlético El Vigía Por Resolución del consejo de Honor[22]

- Zamora FC B y Unión Lara SC descienden a la Tercera División de Venezuela

### Grupo Central
|   | Equipo                  | JJ | JG | JE | JP | GF | GC | PTS | DG  |
| - | ----------------------- | -- | -- | -- | -- | -- | -- | --- | --- |
| 1 | Gran Valencia FC        | 14 | 7  | 5  | 2  | 17 | 07 | 26  | +10 |
| 2 | Academia Puerto Cabello | 14 | 7  | 5  | 2  | 18 | 09 | 26  | +9  |
| 3 | Arroceros de Calabozo   | 14 | 7  | 3  | 4  | 25 | 21 | 24  | +4  |
| 4 | Atlético Guanare        | 14 | 6  | 4  | 4  | 20 | 18 | 22  | +2  |
| 5 | Carabobo FC B           | 14 | 5  | 3  | 6  | 17 | 15 | 18  | +2  |
| 6 | Deportivo La Guaira B   | 14 | 5  | 2  | 7  | 21 | 21 | 17  | +0  |
| 7 | Ortiz FC                | 14 | 3  | 4  | 7  | 20 | 26 | 13  | -6  |
| 8 | Centro Hispano FC       | 14 | 2  | 2  | 10 | 11 | 32 | 08  | -21 |

|                         | APC | ARR | GUA | CRB | CHA | DLG | GVA | ORT |
| Academia Puerto Cabello | X   | 1-1 | 1-1 | 1-0 | 2-0 | 0-0 | 0-0 | 3-0 |
| Arroceros de Calabozo   | 0-1 | X   | 0-1 | 2-1 | 4-1 | 1-4 | 1-1 | 4-3 |
| Atlético Guanare        | 2-1 | 1-2 | X   | 3-1 | 2-0 | 3-2 | 1-2 | 3-2 |
| Carabobo FC B           | 0-1 | 4-1 | 1-0 | X   | 3-0 | 4-0 | 0-3 | 2-1 |
| Centro Hispano          | 0-3 | 1-3 | 1-1 | 0-0 | X   | 2-1 | 1-0 | 2-3 |
| Deportivo La Guaira B   | 1-2 | 0-3 | 4-1 | 3-1 | 3-0 | X   | 1-0 | 1-1 |
| Gran Valencia FC        | 2-0 | 2-2 | 0-0 | 0-0 | 2-1 | 1-0 | X   | 1-0 |
| Ortiz FC                | 2-2 | 0-1 | 1-1 | 0-0 | 5-2 | 2-1 | 0-3 | X   |

- Carabobo FC B desciende a la Tercera División de Venezuela

### Grupo Oriental
|   | Equipo                   | JJ | JG | JE | JP | GF | GC | PTS | DG  |
| - | ------------------------ | -- | -- | -- | -- | -- | -- | --- | --- |
| 1 | Angostura FC             | 14 | 8  | 4  | 2  | 17 | 08 | 28  | +9  |
| 2 | Petroleros de Anzoátegui | 14 | 7  | 4  | 3  | 23 | 16 | 25  | +7  |
| 3 | UCV FC                   | 14 | 8  | 1  | 5  | 21 | 16 | 25  | +5  |
| 4 | Atlético Venezuela B     | 14 | 6  | 5  | 3  | 20 | 10 | 23  | +10 |
| 5 | Pellicano FC             | 14 | 7  | 1  | 6  | 17 | 16 | 22  | +1  |
| 6 | Deportivo Anzoátegui B   | 14 | 4  | 2  | 8  | 22 | 22 | 14  | +0  |
| 7 | Estudiantes de Caroní    | 14 | 3  | 3  | 8  | 13 | 23 | 12  | -10 |
| 8 | Fundación UDC            | 14 | 2  | 2  | 10 | 13 | 34 | 08  | -21 |

|                          | AVE | ANG | ANZ | ECR | UDC | PEL | PET | UCV |
| Atlético Venezuela B     | X   | 0-1 | 0-0 | 4-1 | 1-2 | 2-1 | 1-1 | 1-0 |
| Angostura FC             | 0-0 | X   | 3-1 | 1-0 | 4-1 | 0-0 | 1-1 | 1-1 |
| Deportivo Anzoátegui B   | 0-4 | 0-1 | X   | 2-0 | 4-0 | 1-3 | 2-3 | 3-0 |
| Estudiantes de Caroní    | 2-2 | 0-1 | 2-1 | X   | 2-1 | 0-1 | 0-0 | 2-1 |
| Fundación UDC            | 0-0 | 0-1 | 1-4 | 2-2 | X   | 3-2 | 2-4 | 0-1 |
| Pellicano FC             | 0-1 | 2-1 | 2-1 | 1-0 | 2-1 | X   | 1-0 | 0-2 |
| Petroleros de Anzoátegui | 0-3 | 0-1 | 1-1 | 4-2 | 2-0 | 2-1 | X   | 4-1 |
| UCV FC                   | 2-1 | 2-1 | 2-1 | 2-0 | 5-0 | 2-1 | 0-1 | X   |

- Deportivo Anzoátegui B desciende a la Tercera División de Venezuela

|  | Permanecen para la Segunda División 2015-16 |
|  | Ascienden para la Segunda División 2015-16  |

### Goleadores
| Pos. | Jugador             | Equipo                   | Goles |
| ---- | ------------------- | ------------------------ | ----- |
| 1.   | Jhonny Lugo         | Potros de Barinas        | 4     |
| 1.   | Orland Medrano      | Atlético Guanare         | 4     |
| 2.   | Darwin González     | Deportivo La Guaira      | 3     |
| 2.   | Leonardo Colmenares | REDI Colón               | 3     |
| 2.   | Kevin Méndez        | Ortiz FC                 | 3     |
| 2.   | Juan Rotjes         | Pellicano FC             | 3     |
| 2.   | Hernán Velásquez    | Petroleros de Anzoátegui | 3     |
| 2.   | Erickson Gallardo   | Zamora FC                | 3     |
| 2.   | José Salazar        | Arroceros de Calabozo    | 3     |

## Serie de Ascenso 2015
El Torneo de Categoría Nacional, otorgará dos puestos a la Primera División.

### Tabla de clasificación
|  | 01. | Ureña SC               | 18 | 13 | 2 | 3  | 41 | 17 | +24 | 41 |  |  |  |  |  |  |
|  | 02. | Estudiantes de Caracas | 18 | 11 | 3 | 4  | 32 | 14 | +18 | 36 |  |  |  |  |  |  |
|  | 03. | Yaracuyanos FC         | 18 | 11 | 3 | 4  | 37 | 23 | +14 | 36 |  |  |  |  |  |  |
|  | 04. | Monagas SC             | 18 | 10 | 2 | 6  | 23 | 22 | +1  | 32 |  |  |  |  |  |  |
|  | 05. | Atlético Socopó        | 18 | 6  | 7 | 5  | 25 | 23 | +2  | 25 |  |  |  |  |  |  |
|  | 06. | Diamantes de Guayana   | 18 | 6  | 4 | 8  | 23 | 32 | -9  | 22 |  |  |  |  |  |  |
|  | 07. | Margarita FC           | 18 | 6  | 3 | 9  | 25 | 33 | -8  | 21 |  |  |  |  |  |  |
|  | 08. | Unión Atlético Falcón  | 18 | 6  | 2 | 10 | 25 | 27 | -2  | 20 |  |  |  |  |  |  |
|  | 09. | Policía de Lara        | 18 | 2  | 4 | 12 | 19 | 37 | -18 | 10 |  |  |  |  |  |  |
|  | 10. | Mineros de Guayana B   | 18 | 2  | 4 | 12 | 15 | 37 | -22 | 10 |  |  |  |  |  |  |

PJ = Partidos Jugados; G = Partidos Ganados; E = Partidos Empatados; P = Partidos Perdidos; GF = Goles Anotados; GC = Goles Recibidos; Dif = Diferencia de goles; Pts = Puntos; M = Movimiento respecto a la jornada anterior
|  | Ascendidos a la Primera División 2015/16 |

### Resultados
| Ascenso 2015           | SOC | DIA | ECA | MRG | MIN | MON | POL | UAF | URE | YAR |
| Atlético Socopó        | X   | 1-0 | 2-1 | 1-1 | 2-0 | 2-0 | 3-3 | 1-2 | 1-1 | 2-0 |
| Diamantes de Guayana   | 2-1 | X   | 2-1 | 1-3 | 1-1 | 0-0 | 5-0 | 2-0 | 0-2 | 1-3 |
| Estudiantes de Caracas | 2-0 | 0-0 | X   | 3-1 | 2-1 | 2-0 | 1-0 | 2-1 | 1-2 | 3-2 |
| Margarita FC           | 2-4 | 1-3 | 0-2 | X   | 3-1 | 2-3 | 2-1 | 1-0 | 0-1 | 2-1 |
| Mineros de Guayana B   | 0-0 | 1-3 | 2-2 | 2-2 | X   | 0-2 | 3-2 | 2-1 | 1-5 | 0-1 |
| Monagas SC             | 1-1 | 1-3 | 1-0 | 2-1 | 1-0 | X   | 1-0 | 2-1 | 2-1 | 3-1 |
| Policía de Lara        | 0-0 | 5-0 | 0-6 | 1-1 | 1-0 | 0-3 | X   | 1-1 | 1-2 | 0-1 |
| UA Falcón              | 4-1 | 2-1 | 0-1 | 0-1 | 4-0 | 2-1 | 2-1 | X   | 0-1 | 3-3 |
| Ureña SC               | 2-2 | 7-0 | 1-0 | 5-2 | 1-0 | 3-0 | 3-1 | 2-1 | X   | 1-2 |
| Yaracuyanos FC         | 2-1 | 1-1 | 1-1 | 2-0 | 4-1 | 3-0 | 3-2 | 4-1 | 3-1 | X   |

- Nota: Diamantes de Guayana fue sancionado con la pérdida del encuentro 0-3 frente a Estudiantes de Caracas Por Resolución del consejo de Honor N.º 027/2015 del 13.4.2015[23]

### Goleadores
| Posición | Jugador            | Equipo               | Goles |
| -------- | ------------------ | -------------------- | ----- |
| 1.       | Jose Adolfo Guerra | Yaracuyanos FC       | 12    |
| 2.       | Enrique Oberto     | Yaracuyanos FC       | 11    |
| 2.       | Joel Infante       | UA Falcón            | 11    |
| 4.       | Julio Caicedo      | Ureña SC             | 8     |
| 5.       | Luis García*       | Diamantes de Guayana | 6     |
| 5.       | Luis Chacón        | Ureña SC             | 6     |
| 7.       | Edgar Cogollos     | Policía de Lara      | 5     |
| 7.       | Giovanny Ibarra    | Ureña SC             | 5     |

Actualizado hasta la jornada 17 (menos partido Diamantes de Guayana 5-0 contra Policía de Lara.